# Saint-Maur (Jura)
Saint-Maur es una localidad y comuna francesa situada en la región de Franco Condado, departamento de Jura, en el distrito de Lons-le-Saunier y cantón de Conliège.

## Demografía
| 161 | 168 | 137 | 194 | 194 | 168 | 326 |
| Para los censos de 1962 a 1999 la población legal corresponde a la población sin duplicidades (Fuente: INSEE [Consultar]) |     |     |     |     |     |     |